# 근방

근방 의 표현: 평면 위의 집합 는, 주위의 작은 원반이 에 포함되었다면 점 의 근방이다.

일반위상수학에서 근방(近傍, 영어: neighborhood)은 어떤 점의 주위를 포함하는 집합이다. 어떤 점에 대한 근방이라는 것은 그 점을 포함하는 집합이 있어서 그 점에서 집합을 벗어나지 않은 채 어느 정도 '움직일' 수 있다는 것이다. 근방은 위상 공간 속의 기본적인 개념의 하나로, 열린집합과 내부의 개념과도 밀접히 연관되어 있다.

## 정의

### 점의 근방
위상 공간 {\displaystyle X} 속의 점 {\displaystyle x\in X}의 근방은 x를 열린 부분집합의 원소로 포함하는 집합이다. 즉, 어떤 열린 집합 {\displaystyle U}에 대하여 {\displaystyle X\supset V\supset U\ni x}가 성립할 경우, {\displaystyle V\subset X}를 x의 근방이라 한다.
점 {\displaystyle x\in X}의 열린 근방은 열린집합인 근방이다. 즉, 어떤 열린 집합 {\displaystyle U}가 {\displaystyle U\ni x}를 만족시킨다면, {\displaystyle U}는 {\displaystyle x}의 열린 근방을 이룬다.
x의 빠진 근방(영어: deleted neighborhood)은 {\displaystyle V\setminus \{x\}} 꼴의 집합이다. 빠진 근방은 이름과 달리 근방이 아니다.

### 집합의 근방
위상 공간 {\displaystyle X} 속의 부분공간 {\displaystyle Y\subset X}의 근방은 {\displaystyle Y}를 열린 부분집합의 부분집합으로 가지는 집합이다. 즉, 어떤 열린집합 {\displaystyle U}에 대하여 {\displaystyle X\supset V\supset U\supset Y}가 성립할 경우, {\displaystyle V\subset X}를 {\displaystyle Y}의 근방이라 한다.

## 예
구체적인 공간에서의 근방은 다음과 같이 정의할 수 있다.

#### 실수선에서의 정의
{\displaystyle x}를 임의의 실수라 하자. 이 때, 반지름이 {\displaystyle r}인 {\displaystyle x}의 근방 {\displaystyle N(x;r)}은 다음과 같은 집합으로 정의된다.
{\displaystyle N(x;r)=\{y\in \mathbb {R} :|y-x|<r\}}
즉, {\displaystyle \mathbb {R} }에서의 근방은 개구간 {\displaystyle (x-r,x+r)}과 같다. 또, 여기서 {\displaystyle x}가 빠진 집합을 반지름이 {\displaystyle r}인 {\displaystyle x}의 빠진 근방(deleted neighborhood) {\displaystyle N'(x;r)}이라 하고 다음과 같이 정의한다.
{\displaystyle N'(x;r)=N(x;r)\setminus \{x\}}

### 유클리드 공간에서의 정의
{\displaystyle \mathbb {R} ^{n}}에서 반지름이 {\displaystyle r}인 {\displaystyle \mathbf {x} }의 근방 {\displaystyle N(x;r)}은 다음과 같은 집합으로 정의된다.
{\displaystyle N(\mathbf {x} ;r)=\{\mathbf {y} \in \mathbb {R} ^{n}:||\mathbf {y} -\mathbf {x} ||<r\}}
정의에서 보다시피, {\displaystyle n=2}일 때는 {\displaystyle \mathbf {x} }가 중심이고 반지름이 {\displaystyle r}이며 경계가 빠진 원판을 의미하고, {\displaystyle n=3}일 때는 {\displaystyle \mathbf {x} }가 중심이고 반지름이 {\displaystyle r}이며 경계가 빠진 구를 의미한다.
마찬가지로 반지름이 {\displaystyle r}인 {\displaystyle \mathbf {x} }의 빠진 근방 {\displaystyle N'(\mathbf {x} ;r)}은 다음과 같은 집합으로 정의된다.
{\displaystyle N'(\mathbf {x} ;r)=N(\mathbf {x} ;r)\setminus \{\mathbf {x} \}}